# أمريكا أولا (سياسة)

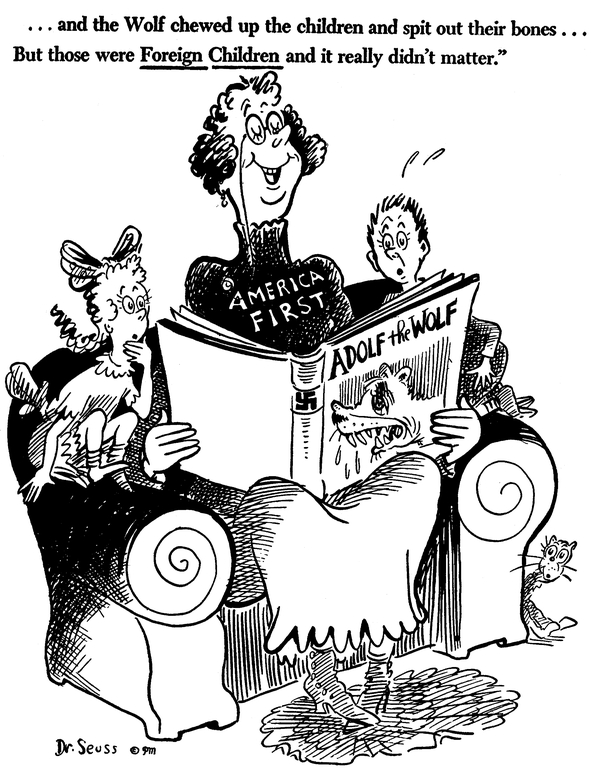
رسم كاريكاتوري سياسي للدكتور سوس يسخر من مبدأ عدم التدخل (1941)

تشير عبارة "أمريكا أولاً" (بالإنجليزية: America First)‏ إلى نظرية سياسية شعبوية في الولايات المتحدة تؤكد على المفهوم الأساسي المتمثل في "وضع أمريكا أولاً" (بالإنجليزية: putting America first)‏، والذي ينطوي عمومًا على تجاهل الشؤون العالمية والتركيز فقط على السياسة الداخلية في الولايات المتحدة. يشير هذا عمومًا إلى سياسات عدم التدخل، والقومية الأمريكية، وسياسة التجارة الحمائية.
صاغ الرئيس وودرو ويلسون هذا المصطلح في حملته الانتخابية عام 1916 والتي تعهد فيها بالحفاظ على حياد أمريكا في الحرب العالمية الأولى. اكتسب النهج الأقل تدخلاً أهمية في فترة ما بين الحربين (1918-1939)؛ كما دعت إليه أيضًا لجنة أمريكا أولاً، وهي مجموعة ضغط غير تدخلية ضد دخول الولايات المتحدة في الحرب العالمية الثانية.
وبعد عقود من الزمان، استخدم دونالد ترامب هذا الشعار في حملته الرئاسية لعام 2016 وفي فترة رئاسته (2017 – 2021)، مؤكدًا على انسحاب الولايات المتحدة من المعاهدات والمنظمات الدولية في السياسة الخارجية للإدارة. سخر نقاد وسائل الإعلام من استخدام ترامب لسياسة أمريكا أولاً باعتبارها "أمريكا وحدها" (America Alone).

## تاريخ

### الأصول

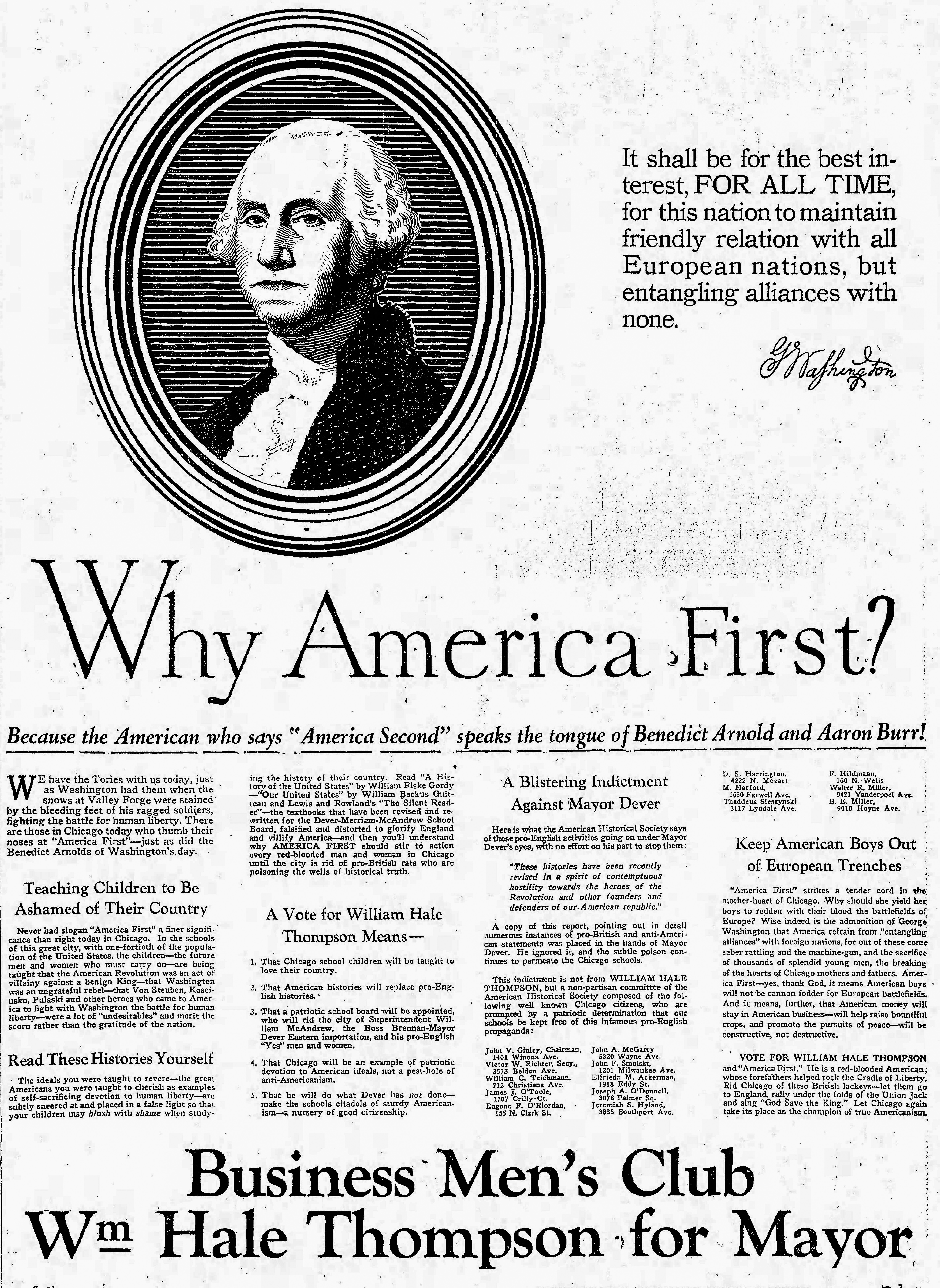
إعلان حملة انتخابية لمنصب عمدة شيكاغو عام 1927 لدعم ويليام هيل تومسون يحمل عبارة "أمريكا أولاً"

كشعار في الخطاب السياسي الأمريكي، نشأ شعار "أمريكا أولاً" من الحزب الأمريكي الأصلي في خمسينيات القرن التاسع عشر. وقد تم استخدام هذا الشعار من قبل السياسيين الديمقراطيين والجمهوريين في الولايات المتحدة. عند اندلاع الحرب العالمية الأولى، استخدم الرئيس وودرو ويلسون الشعار لتحديد نسخته من الحياد، كما فعل ناشر الصحيفة ويليام راندولف هارست. تم اختيار هذا الشعار أيضًا من قبل السيناتور الجمهوري وارن جي هاردينغ خلال الانتخابات الرئاسية لعام 1920، والتي فاز بها.
استخدمت منظمة كو كلوكس كلان العبارة في ذروة المنظمة في عشرينيات القرن العشرين، عندما كانت المشاعر العنصرية وكراهية الأجانب منتشرة على نطاق واسع؛ وقد أبلغت العديد من أعضائها الذين ترشحوا لمناصب سياسية. أثبت قانون الهجرة لسنة 1924 الذي رعاه ممثل واشنطن ألبرت جونسون أنه يشرع كراهية الأجانب وسيادة البيض، ويستبعد المهاجرين على أساس العرق والأصل القومي في محاولة للحفاظ على التركيبة السكانية العرقية البيضاء. أثار الدور القيادي لجونسون في مشروع قانون تقييد الهجرة دعمًا قويًا من منظمة كو كلوكس كلان.
أمريكا أولاً هي الشعار والسياسة الخارجية التي تبنتها لجنة أمريكا أولاً، وهي مجموعة ضغط غير تدخلية ضد دخول الولايات المتحدة في الحرب العالمية الثانية، والتي أكدت على القومية الأمريكية والأحادية في العلاقات الدولية. بلغ عدد أعضاء لجنة أمريكا أولاً ذروته عند 800 ألف عضو مدفوع الأجر في 450 فرعًا، وعملت على نشر شعار "أمريكا أولاً". على الرغم من أن لجنة أمريكا أولاً كان لها مجموعة متنوعة من المؤيدين في الولايات المتحدة، إلا أن الحركة كانت مشوشة بالخطاب المعادي للسامية والفاشي. ومن بين الأمريكيين البارزين الذين دعموا قضايا "أمريكا أولاً" إليزابيث ديلينج، وجيرالد إل كيه سميث، وتشارلز لندبرغ، بينما سخر دكتور سوس من هذه السياسة في عدد من الرسوم الكاريكاتورية السياسية، وربطها بالنازية.
في فترات لاحقة، استخدم بات بوكانان هذا الشعار، حيث أشاد بلجنة أمريكا أولاً التي لم تتدخل في الحرب العالمية الثانية وقال "إن إنجازات هذه المنظمة هائلة". وقد قورنت "دعوة بوكانان إلى سياسة خارجية أمريكية أولاً بلجنة أمريكا أولاً".

### دونالد ترامب
دونالد ترامب، الذي ترشح ضد بات بوكانان في الانتخابات التمهيدية الرئاسية لحزب الإصلاح عام 2000، أعاد إحياء الشعار لأول مرة في مقال رأي في صحيفة وول ستريت جورنال في نوفمبر 2015. في بداياتها، نشرت حملة ترامب مقالاً بقلم جيف كوهنر في صحيفة وورلد تريبيون أشاد فيه بالمرشح باعتباره "قوميًا يسعى إلى وضع أمريكا في المقام الأول"؛ كما روّج مدير الحملة كوري ليواندوفسكي (الذي نشر لاحقًا كتابًا يحمل العنوان) لترامب باستخدام هذه العبارة؛ واستخدمها كل من سارة بالين وكريس كريستي في تأييدهما لترامب. أدرج ترامب لاحقًا الشعار في ذخيرته اليومية بناءً على اقتراح من ديفيد إي. سانغر خلال مقابلة مع صحيفة نيويورك تايمز في مارس 2016، حيث استعاره من مقال ظهر في وقت سابق من الشهر في صحيفة يو إس إيه توداي وكتبه الدبلوماسي الأمريكي أرماند كوتشينيلو. في الأشهر اللاحقة، ودون الإشارة إلى الاستخدام السابق لبات بوكانان أو لجنة أمريكا أولاً، وعد المرشح ترامب بأن "أمريكا أولاً ستكون الموضوع الرئيسي " لإدارته، ودعا إلى مواقف قومية مناهضة للتدخل.
بعد انتخابه رئيسًا، أصبح شعار "أمريكا أولاً" هو العقيدة الرسمية للسياسة الخارجية لإدارة ترامب. كان هذا موضوع خطاب تنصيب ترامب، واستطلاع رأي أجرته بوليتيكو/مورنينج كونسلت في 25 يناير 2017، ذكر أن 65٪ من الأمريكيين استجابوا بشكل إيجابي لرسالة تنصيب الرئيس ترامب "أمريكا أولاً"، بينما رأى 39٪ أن الخطاب كان سيئًا.
لقد تبنى ترامب الأحادية الأمريكية في الخارج وقدم سياسات تهدف إلى تقويض المنظمات العابرة للحدود الوطنية مثل الاتحاد الأوروبي - غالبًا ما يسخر منها على أسس اقتصادية - بينما تصرف أو هدّد بسحب أو تقليص الدعم والمشاركة الأمريكية في منظمات أخرى، بما في ذلك حلف شمال الأطلسي والأمم المتحدة.
في إطار أجندته القومية/غير التدخلية "أمريكا أولاً"، انسحب ترامب (أو هدّد بالانسحاب) من العديد من المعاهدات والاتفاقيات الدولية، بما في ذلك معاهدة الصواريخ النووية متوسطة المدى، واتفاقية التجارة الحرة لأمريكا الشمالية، والشراكة العابرة للمحيط الهادئ، واتفاقية باريس للمناخ، والاتفاق النووي مع إيران.
في عام 2017، اقترحت الإدارة ميزانية فيدرالية لعام 2018 تحمل عنواني "اجعل أمريكا عظيمة مرة أخرى" و"أمريكا أولاً"، حيث يشير الأخير إلى زيادات الإنفاق العسكري والأمن الداخلي والإنفاق على المحاربين القدامى، وتخفيضات الإنفاق الذي يذهب إلى الدول الأجنبية، والهدف الذي يمتد لعشر سنوات لتحقيق ميزانية متوازنة.
أطلقت الإدارة على استراتيجيتها للأمن القومي الأمريكي لعام 2017 اسم "استراتيجية الأمن القومي الأمريكية أولاً". تنص مقدمة هذه الوثيقة على أن "استراتيجية الأمن القومي هذه تضع أميركا أولاً. وتستند استراتيجية الأمن القومي التي تضع أميركا أولاً إلى المبادئ الأميركية، والتقييم الواضح للمصالح الأميركية، والعزم على معالجة التحديات التي نواجهها. إنها استراتيجية واقعية مبدئية تسترشد بالنتائج، وليس الإيديولوجية".

وقد تعرض استخدام ترامب لهذا الشعار لانتقادات من البعض بسبب مقارنته بلجنة أمريكا أولاً؛ ومع ذلك، نفى ترامب كونه انعزاليًا، وقال:
أنا لست من دعاة الانعزالية، ولكنني أؤمن بـ "أميركا أولاً". لذا فإنني أحب هذا التعبير. أنا "أمريكا أولاً".
انتقد عدد من الباحثين (مثل ديبورا داش مور)، والمعلقين (مثل بيل كريستول)، والمنظمات اليهودية (بما في ذلك رابطة مكافحة التشهير والمجلس اليهودي للشؤون العامة) استخدام ترامب للشعار بسبب ارتباطه التاريخي بالنزعة القومية ومعاداة السامية. وزعم آخرون أن ترامب لم يكن أبدًا من مؤيدي التدخل. كتب الكاتب الصحفي دانييل لاريسون من "صحيفة المحافظين الأمريكية" أن "ترامب كان سريعًا في إدانة الحروب السابقة باعتبارها كوارث، لكن شكواه بشأن هذه الحروب كانت أن الولايات المتحدة لم "تحصل" على أي شيء ملموس منها. لم ير أي خطأ في مهاجمة دول أخرى، لكنه أعرب عن أسفه لأن الولايات المتحدة لم "تأخذ" مواردها" وأنه "لم يدعو أبدًا إلى إنهاء الحروب التي كانت لا تزال مستمرة، لكنه تحدث فقط عن "الفوز" بها".
وُصفت سياسة "أمريكا أولاً" التي ينتهجها ترامب بأنها عامل رئيسي في الزيادة الملحوظة في سياسة عدم التدخل الدولية التي تنتهجها الولايات المتحدة في أواخر العقد الأول من القرن الحادي والعشرين، ووصف العديد من نقاد وسائل الإعلام مثل مجلة ذا نيو يوركر هذه السياسة بأنها "أمريكا وحدها".

### استخدامات اخرى

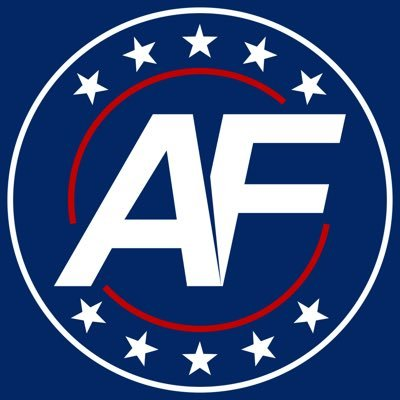
استخدم المعلق القومي الأبيض نيك فوينتس هذه العبارة في إطار الاستخدام المعاصر، مستشهدًا بترامب ورئاسته كمصدر إلهام للعرض.

في منتصف عام 2016، أثناء الترشح لمقعد مجلس الشيوخ في لويزيانا، ادعى ديفيد ديوك، القائد السابق في كو كلوكس كلان، علنًا أنه "أول مرشح رئيسي في العصر الحديث يروج لمصطلح وسياسة أمريكا أولاً" (على الرغم من أن دونالد ترامب سبقه).
أوقف خليفة ترامب في منصب الرئيس الأمريكي، جو بايدن، العديد من سياسات ترامب المتعلقة بـ "أمريكا أولاً" في بداية رئاسته، لكنه أبقى في البداية على حظر تصدير لقاح كوفيد-19 الذي فرضته إدارة ترامب. اعتبارًا من مايو 2021، بدأت الولايات المتحدة في تصدير اللقاحات خارج حدودها. وصفت لجنة مجلس النواب الأمريكي المعنية بهجوم السادس من يناير المعلق السياسي اليميني المتطرف نيك فوينتس والزعيم السابق لهوية أوروبا باتريك كيسي بأنهما زعيمان لحركة "أمريكا أولاً" في استدعاء صدر في يناير 2022.

## في الثقافة الشعبية
بعد تنصيب ترامب، أصبحت السياسة وصياغتها موضوعًا للسخرية الدولية من خلال مسابقة الفيديو (كل ثانية تحسب) المستوحاة من الممثل الكوميدي الهولندي أريين لوباش والتي أطلقها الممثل الكوميدي الألماني يان بومرمان  وقد سخرت برامج الأخبار الساخرة التلفزيونية في البداية في مختلف أنحاء أوروبا، ثم في جميع أنحاء العالم لاحقًا، من ترامب بطريقة هزلية للاعتراف ببلدانهم في ضوء شعار ترامب القومي، حيث قام الراوي بتقليد صوت ترامب وأنماط كلامه وأسلوب حديثه المبالغ فيه. على سبيل المثال، انتهت النسخة الأولية التي قدمها لوباش بالإشارة إلى أنه "نحن نتفهم تمامًا أن أمريكا ستكون في المرتبة الأولى، ولكن هل يمكننا أن نقول فقط: هولندا في المرتبة الثانية؟".
في فيلم بلاكككلنزمن للمخرج سبايك لي سنة 2018، تم تصوير ديفيد ديوك والعنصريين البيض وهم يستخدمون شعار "أمريكا أولاً" بشكل متكرر.